# Frank P. Blair Jr.
Francis Preston Blair Jr. (Lexington, 19 febbraio 1821 – Washington, 8 luglio 1875) è stato un generale e politico statunitense, ufficiale dell'Union Army durante la Guerra di secessione americana.
Partecipò anche alla guerra messico-statunitense e fu nominato consigliere legale per il territorio del Nuovo Messico.